# Jack Dempsey
Jack Dempsey, pseudonimo di William Harrison Dempsey (Manassa, 24 giugno 1895 – New York, 31 maggio 1983), è stato un pugile e attore statunitense, campione mondiale dei pesi massimi dal 1919 al 1926.

## La carriera

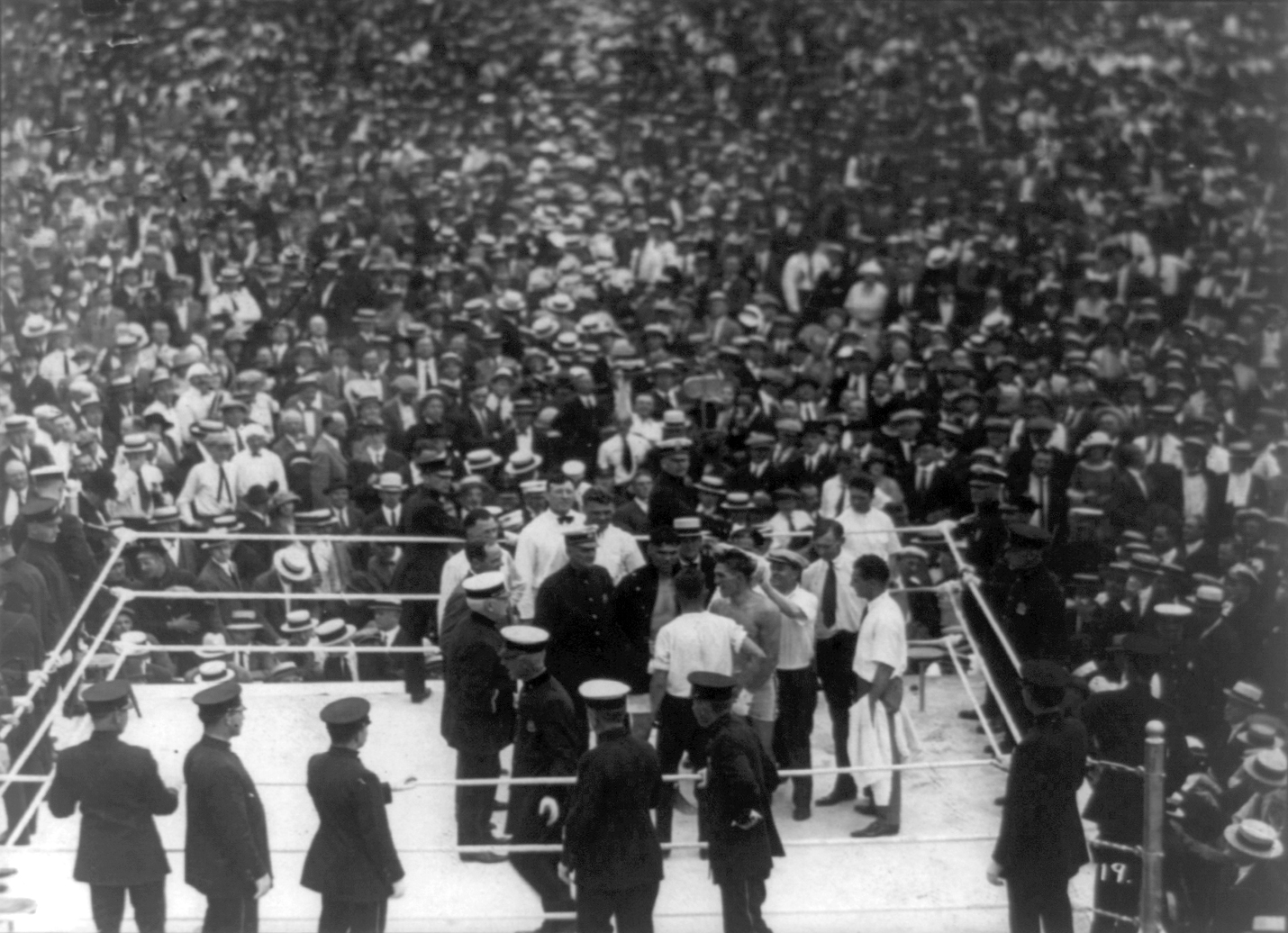
Jack Dempsey e Georges Carpentier sul ring durante la "first million dollar gate".

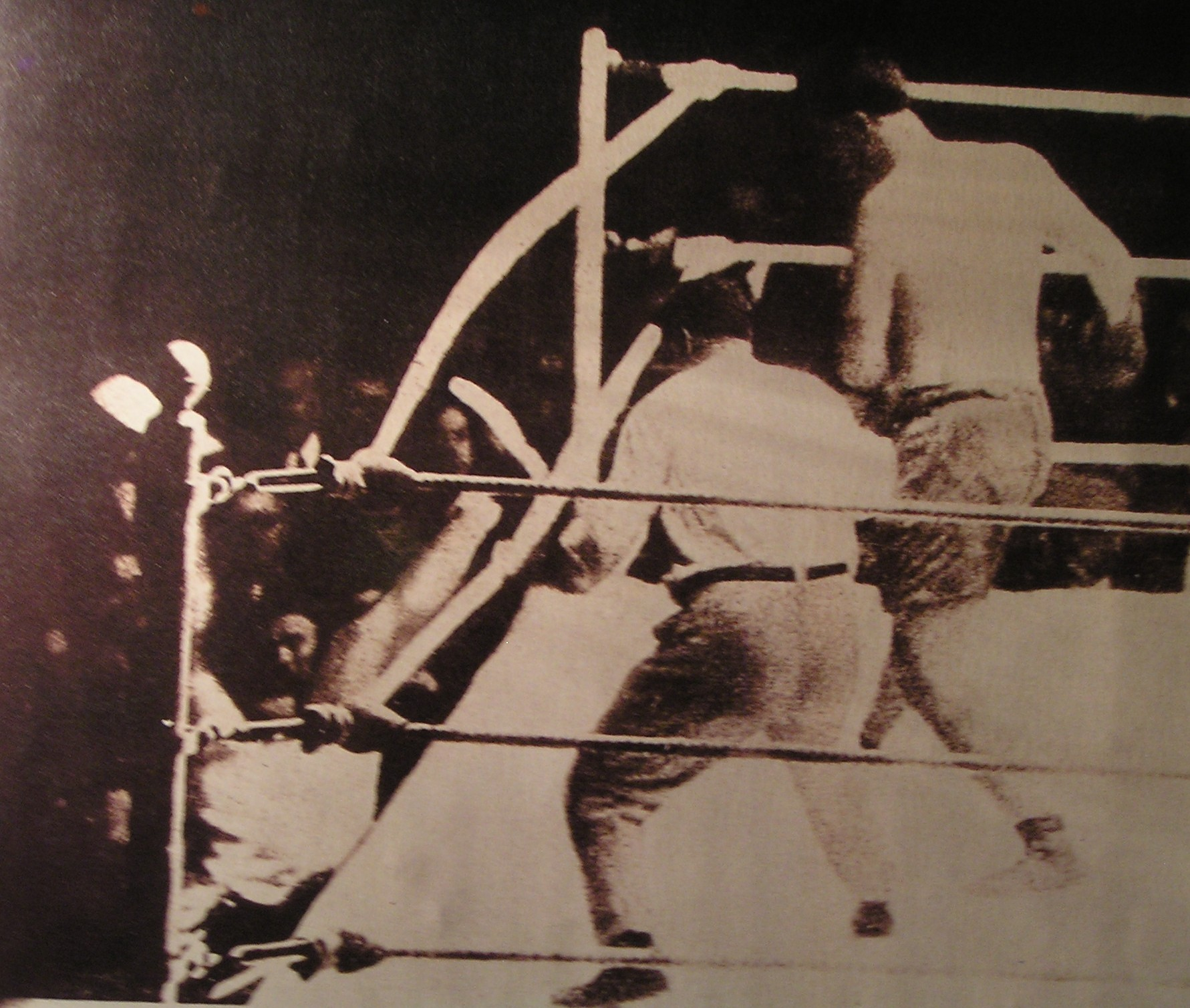
Firpo scaraventa Dempsey fuori dal ring. Fotoradio de la revista El Gráfico.

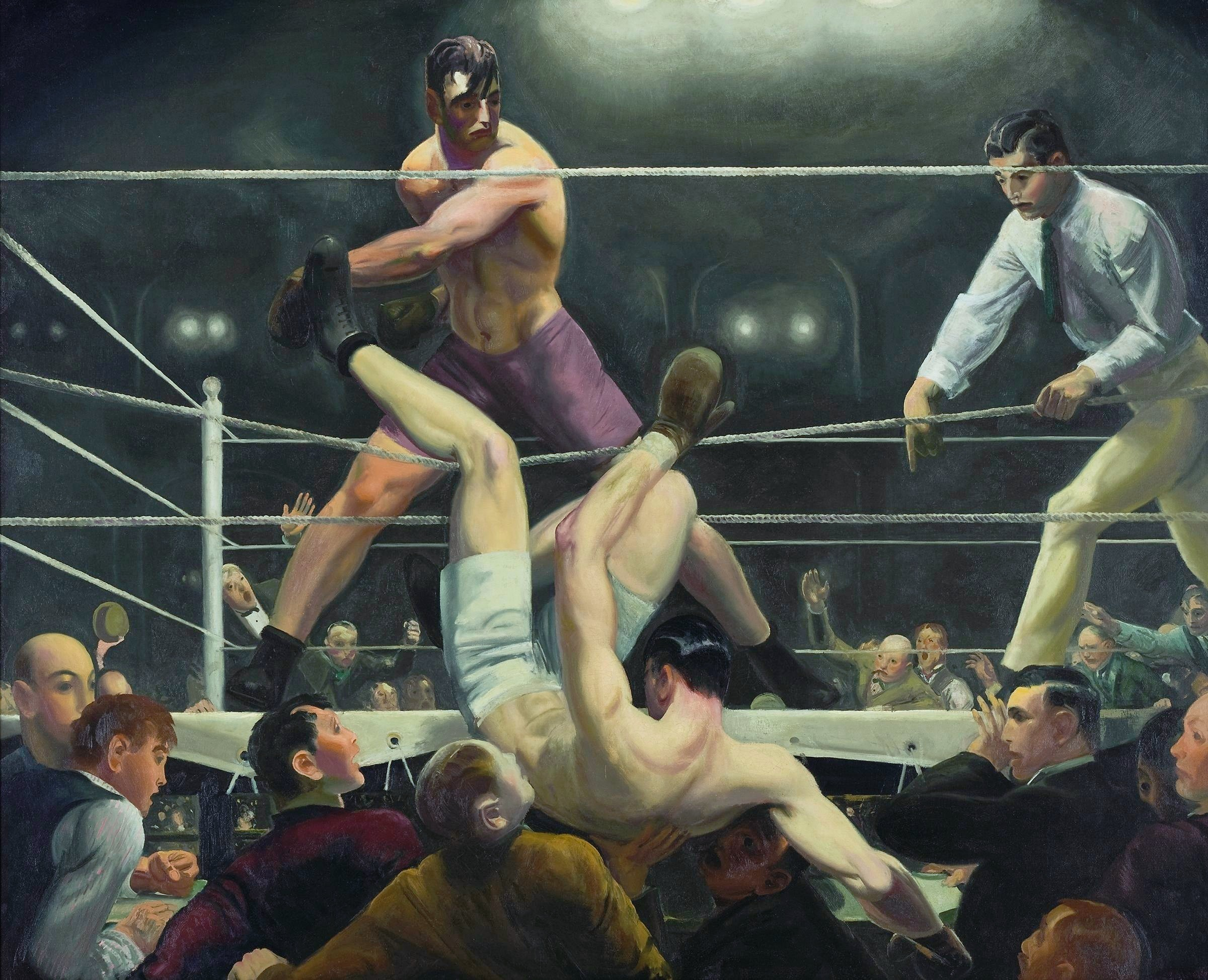
"Dempsey y Firpo", dipinto di George Wesley Bellows, 1924.

Fu scoperto nel 1918 dall'allenatore Jack Kearns. Ogni sua azione era organizzata in improvvise e devastanti combinazioni di colpi. Dopo una serie eccezionale di vittorie per KO, il 6 novembre 1918, al 64º match, Dempsey incontrò il Campione del Mondo dei pesi mediomassimi, Battling Levinsky, in una virtuale semifinale per il titolo dei massimi. Alla terza ripresa il suo avversario subì il primo KO della carriera. 
Otto mesi più tardi, il 4 luglio 1919 a Toledo (Ohio), Dempsey conquistò il titolo mondiale dei massimi strappandolo a Jess Willard, il più alto peso massimo della storia, prima dell'avvento di Vitalij Klyčko. Pur rendendogli 14 cm di altezza, Dempsey lo costrinse all'abbandono alla terza ripresa. Molti anni dopo l'allenatore di Willard, Jack Hill, ipotizzò che durante l'incontro, i pugni di Dempsey sarebbero stati così micidiali perché aveva nascosto un ferro di cavallo nei guantoni, proprio come aveva fatto Charlie Chaplin in un film. Nei filmati dell'incontro, tuttavia, si vede Dempsey spingere Willard con i palmi delle mani aperti, cosa che non sarebbe stata possibile se fossero stati imbottiti, poiché Willard se ne sarebbe accorto durante il clinch. Inoltre è visibile ad inizio match Dempsey che stringe le corde del ring con il guanto aperto, nonché foto dello sfidante senza guanti in cui si vede che le fasce non hanno ferri. L'ipotesi di Jack Hill, quindi, non trova alcun riscontro se non nella straordinaria potenza di pugno del neo campione del mondo.
Successivamente Dempsey conservò il titolo mondiale contro Billy Miske, infliggendogli il primo atterramento e l'unico KO della carriera, dopo soli 3 round e contro Bill Brennan, che riuscì a rimanere in piedi sino a 1.57 del dodicesimo round prima di finire anche lui KO.
Il 2 luglio 1921, a Jersey City, Dempsey raccolse la sfida del nuovo campione mondiale dei mediomassimi, il francese Georges Carpentier, idolo delle folle transalpine. Fu il primo match di pugilato a superare un milione di dollari d'incasso e perciò fu chiamatoː "The boxing's first million dollar gate". Di fronte alla folla record di 90.000 spettatori, Carpentier fu duramente malmenato da Dempsey, complice un infortunio alla mano patito nel corso del secondo round. Il campione dei massimi, infine, mise KO il francese al secondo minuto del 4º round. Il match è stato inserito all'80º posto nella lista compilata dalla rivista Ring Magazine dei 100 più grandi combattimenti di tutti i tempi con titolo in palio.
Dempsey risalì sul ring due anni dopo, mettendo in palio il titolo mondiale contro Tommy Gibbons che fu l'unico sfidante a costringerlo a vincere ai punti in 15 riprese.
Il 14 settembre 1923, nello stadio Polo Grounds di New York, Dempsey mise in palio il titolo contro l'argentino Luis Ángel Firpo, detto Il toro selvaggio della Pampa, in quello che passò alla storia come "Il match del secolo". Era la prima volta che un pugile dell'America Latina saliva sul ring come sfidante al titolo mondiale dei massimi e l'incontro si svolse di fronte a 80 000 spettatori. Verso la fine del primo round, Firpo mise Dempsey alle corde e con un potente destro al mento lo scaraventò fuori dal ring. Dempsey cadde sui giornalisti a bordo ring, colpendo con la testa una macchina per scrivere, procurandosi un taglio nella parte posteriore della testa. Rimase fuori dal ring dai 14 ai 17 secondi. L'arbitro, tuttavia, era arrivato con il conteggio solo al 9, quando Dempsey, aiutato dai giornalisti, riuscì a risalire sul ring. Nel 2º round Dempsey si riprese dall'accaduto, i suoi pugni diventarono pesantissimi e riuscì ad atterrare Firpo tre volte. A causa di ciò il combattimento fu arrestato a circa un minuto dalla campana e a Dempsey fu attribuita la vittoria per KO. Il match è inserito al 3º posto nella lista dei 100 più grandi combattimenti di tutti i tempi dietro soltanto ad Ali-Frazier del 1975 e Graziano-Zale del 1947.
Seguì un altro periodo di tre anni nei quali Dempsey, pur restando in possesso della cintura di Campione del Mondo, rimase inattivo. Il 23 settembre 1926, a trentuno anni, raccolse la sfida di Gene Tunney che aveva sconfitto anche lui Carpentier e Gibbons e vantava un record praticamente immacolato, avendo subito una sola sconfitta da Harry Greb, poi "vendicata" con tre vittorie e un pari. Il match si disputò al Sesquicentennial Stadium di Filadelfia di fronte a una folla di 120.557 spettatori che rimase un record insuperato per gli incontri di pugilato sino al 20 febbraio 1993 (Julio César Chávez-Greg Haugen a Città del Messico). Tunney superò Dempsey ai punti contrapponendo all'impeto e alla forza dell'avversario una tecnica e un'astuzia degne della migliore tradizione pugilistica.
In attesa di combattere la rivincita, Dempsey si sbarazzò di Jack Sharkey, futuro campione del mondo e avversario di Primo Carnera, per KO alla settima ripresa. 
Il secondo incontro Dempsey-Tunney si svolse il 22 settembre 1927 al Soldier Field di Chicago 1927, di fronte a 104.943 spettatori, e passò alla storia con il nome di Long Count Fight ("il match dal lungo conteggio"). Secondo molti resoconti, Tunney stava dominando l'incontro quando nella settima ripresa, Dempsey lo costrinse alle corde con una combinazione di potenti colpi che lo misero al tappeto. Apparentemente confuso e disorientato, Tunney si aggrappò alle corde con la mano sinistra. L'arbitro Dave Barry ordinò a Dempsey di andare nell'angolo neutrale ma questi restò fermo dov'era ad osservare l'avversario a terra. Ciò diede a Tunney dei preziosi secondi per riprendersi dal KD. Quando finalmente l'ex campione si recò all'angolo, erano passati dai tre agli otto secondi circa, poi cominciò il conteggio. Tunney si alzò in piedi al "9". Nel filmato relativo al combattimento, fu messo in sovrimpressione alle immagini un cronometro dal quale si nota che Tunney restò al tappeto circa 13 secondi. All'ottavo round, Tunney, ripresosi, riuscì a mandare al tappeto Dempsey. L'arbitro iniziò il conteggio senza indugi prima ancora che Tunney si fosse spostato all'angolo neutrale. Negli ultimi successivi due round, Tunney dominò il match e alla fine vinse l'incontro ai punti per decisione unanime mantenendo il titolo. 
Nel febbraio 1928, Dempsey annunciò il ritiro.

## Caratteristiche tecniche
Jack Dempsey è considerato uno dei più grandi pugili della storia. Il suo stile tecnicamente spiccio, basato esclusivamente sull'aggressività e la potenza degli attacchi, gli hanno valso il soprannome di "massacratore di Manassa" (Manassa Mauler) e quelli di mangiatore di uomini e Il tigre. Il suo stile combattivo era votato al continuo e ininterrotto attacco dell'avversario, senza quindi doversi quasi mai trovare a riparare in fase difensiva. Riusciva a imporre la sua incredibile cattiveria agonistica nei suoi potenti colpi anche contro avversari dall'allungo decisamente superiore (come Jess Willard, che era alto 2 metri) e più dotati fisicamente.

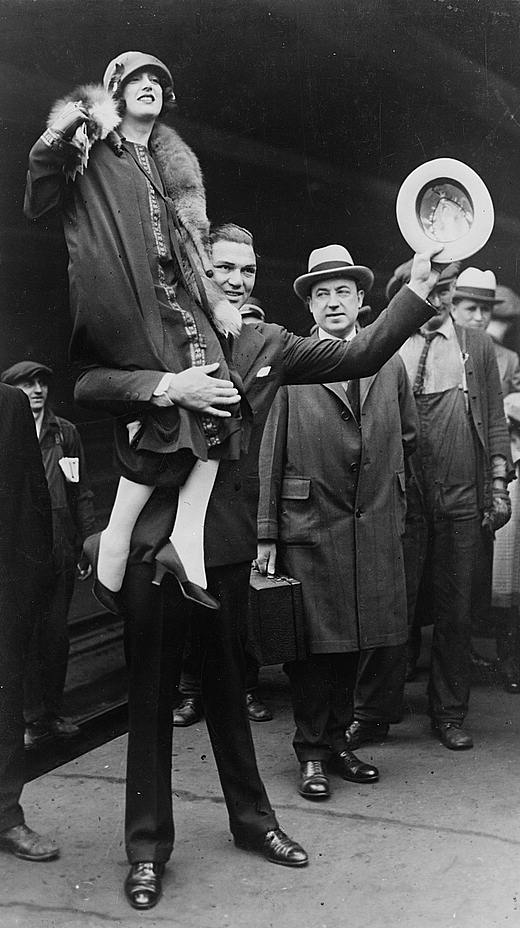
Jack Dempsey porta in spalla la sposa, l'attrice Estelle Taylor (22 aprile 1925)

Dempsey utilizzava due metodi di combattimento, chiamate Falling step e Double shift, due tecniche da lui formalizzate e applicate sul ring con successo, dimostrandone la straordinaria efficacia. Era molto aggressivo, ma sapeva controllarsi, evitava con destrezza e con una alzata di spalle i colpi per poi scagliare i suoi pugni in maniera esplosiva, sfruttando in pieno l'intero peso del suo corpo in movimento.
Nonostante sia stato attivo tra il 1917 e il 1927, aveva un modo di impostare il combattimento assai moderno, basato su una notevole mobilità. Lo si vede spesso cambiare posizione, girare intorno all'avversario, allontanarsi per poi riavvicinarsi e altro ancora. Questa notevole mobilità fu per Dempsey un'arma di particolare efficacia in quanto lo stile combattivo predominante all'epoca era spesso fortemente connotato da una evidente staticità. I pugili dunque trovavano difficoltà a portare i loro colpi su Dempsey per penetrarne la difesa, data appunto la sua dinamicità. Frequenti erano i potenti ganci sia destri che sinistri: raro l'uso del diretto. Spesso i suoi attacchi sfociavano in offensive prive di ogni stile e di ogni tecnica pugilistica, mirando esclusivamente ad annientare l'avversario buttandolo a tappeto. Rimane ad oggi uno dei pugili più forti, dotati e talentuosi della storia.
Anche come uomo, Dempsey aveva una spiccata personalità e ciò contribuì a renderlo popolare fra il pubblico americano. D'altra parte, con la sua arroganza verso i giornalisti si inimicò molti tifosi; si sussurrava inoltre già all'epoca che alcuni suoi incontri fossero truccati.

## Vita privata
Jack Dempsey ebbe una breve relazione con Ann Pennington, famosa ballerina della scena musicale di Broadway, diva delle Ziegfeld Follies. Durante tutti gli anni venti, Dempsey frequentò il cinema, girando 14 film. Al suo debutto, in Daredevil Jack (1920), di cui il pugile era l'interprete principale, tra gli altri attori appare, in un piccolo ruolo, il grande Lon Chaney.
Si sposò nel 1925 con la diva hollywoodiana, Estelle Taylor. Nel 1928, la coppia recitò a Broadway in The Big Fight, un dramma che sfruttava la grande popolarità di Dempsey come campione sportivo. L'unione tra Estelle Taylor e il campione durò fino al 1933, quando il loro matrimonio naufragò, finendo nel divorzio.

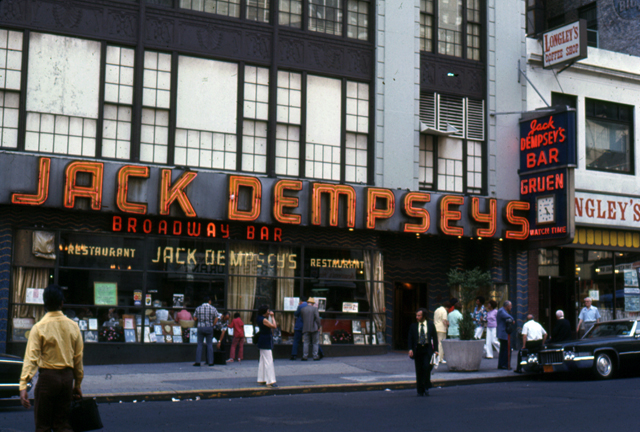
Il "Jack Dempsey's Broadway Restaurant".

## Dopo il ritiro
Dopo il ritiro dalla carriera agonistica Dempsey restò sul ring come arbitro. Continuò a recitare anche negli anni trenta e poi nel cinquanta. Apparve in numerosi film, documentari, filmati d'archivio e serie tv fino al 1971. 
Nel 1935 aprì a Broadway (Manhattan, New York City), tra la 49ª e la 50ª strada, il Jack Dempsey's Broadway Restaurant, considerato da molti un'istituzione americana. Il proprietario era solito accogliere gli ospiti, firmare autografi, posare per le foto e intrattenersi con persone di ogni estrazione sociale. La specialità del locale era la cheesecake, che il presidente francese Charles de Gaulle si faceva spedire più volte all'anno. Il ristorante ha chiuso nel 1952.
Jack Dempsey morì a New York il 31 maggio 1983, poco prima di compiere 88 anni, ed è stato sepolto nel cimitero di Southampton, nello Stato di New York.

## Risultati nel pugilato
| N. | Risultato | Record | Avversario          | Tipo | Round, tempo  | Data              | Località                                                 | Note                                                                   |
| -- | --------- | ------ | ------------------- | ---- | ------------- | ----------------- | -------------------------------------------------------- | ---------------------------------------------------------------------- |
| 75 | Sconfitta | 54–6–9 | Gene Tunney         | UD   | 10            | 22 settembre 1927 | Soldier Field, Chicago, Illinois, U.S.                   | Per i titoli NBA, The Ring, e mondiale dei pesi massimi                |
| 74 | Vittoria  | 54–5–9 | Jack Sharkey        | KO   | 7 (15), 0:45  | 21 luglio 1927    | Yankee Stadium, New York City, New York, U.S.            |                                                                        |
| 73 | Sconfitta | 53–5–9 | Gene Tunney         | UD   | 10            | 23 settembre 1926 | Sesquicentennial Stadium, Filadelfia, Pennsylvania, U.S. | Perde titoli NBA, The Ring, e mondiale dei pesi massimi                |
| 72 | Vittoria  | 53–4–9 | Luis Ángel Firpo    | KO   | 2 (15), 0:57  | 14 settembre 1923 | New York City, New York, U.S.                            | Difende titoli NYSAC, The Ring, e mondiale dei pesi massimi            |
| 71 | Vittoria  | 52–4–9 | Tommy Gibbons       | PTS  | 15            | 4 luglio 1923     | Arena, Shelby, Montana, U.S.                             | Difende titolo The Ring e titoli mondiali dei pesi massimi             |
| 70 | Vittoria  | 51–4–9 | Georges Carpentier  | KO   | 4 (12)        | 2 luglio 1921     | Boyle's Thirty Acres, Jersey City, New Jersey, U.S.      | Difende titolo pesi massimi; Vince titolo vacante NBA dei pesi massimi |
| 69 | Vittoria  | 50–4–9 | Bill Brennan        | KO   | 12 (15), 1:57 | 14 dicembre 1920  | Madison Square Garden, New York City, New York, U.S.     | Difende titolo dei pesi massimi                                        |
| 68 | Vittoria  | 49–4–9 | Billy Miske         | KO   | 3 (10), 1:13  | 6 settembre 1919  | Floyd Fitzsimmons Arena, Benton Harbor, Michigan, U.S.   | Difende titolo dei pesi massimi                                        |
| 67 | Vittoria  | 48–4–9 | Jess Willard        | RTD  | 3 (12)        | 4 luglio 1919     | Bay View Park Arena, Toledo, Ohio, U.S.                  | Vince titolo mondiale dei pesi massimi                                 |
| 66 | Vittoria  | 47–4–9 | Gunboat Smith       | KO   | 2 (8)         | 30 dicembre 1918  | Broadway Auditorium, Buffalo, New York, U.S.             |                                                                        |
| 65 | Vittoria  | 46–4–9 | Carl Morris         | KO   | 1 (20), 1:00  | 16 dicembre 1918  | Auditorium, New Orleans, Louisiana, U.S.                 |                                                                        |
| 64 | Vittoria  | N.D.   | Billy Miske         | NWS  | 6             | 28 novembre 1918  | Olympia AC, Filadelfia, Pennsylvania, U.S.               |                                                                        |
| 63 | Vittoria  | 45–4–9 | Dan Flynn           | KO   | 1 (6), 2:16   | 18 novembre 1918  | Olympia AC, Filadelfia, Pennsylvania, U.S.               |                                                                        |
| 62 | Vittoria  | 44–4–9 | Battling Levinsky   | KO   | 3 (6)         | 6 novembre 1918   | Olympia AC, Filadelfia, Pennsylvania, U.S.               |                                                                        |
| 61 | Vittoria  | 43–4–9 | Jack Moran          | KO   | 1 (10)        | 14 settembre 1918 | Moana Springs Arena, Reno, Nevada, U.S.                  |                                                                        |
| 60 | Sconfitta | 42–4–9 | Willie Meehan       | PTS  | 4             | 13 settembre 1918 | Civic Auditorium, San Francisco, California, U.S.        |                                                                        |
| 59 | Vittoria  | 42–3–9 | Terry Kellar        | TKO  | 5 (15)        | 24 agosto 1918    | Westwood Field Gym, Dayton, Ohio, U.S.                   |                                                                        |
| 58 | Vittoria  | 41–3–9 | Fred Fulton         | KO   | 1 (8), 0:23   | 27 luglio 1918    | Harrison Park, Harrison, New Jersey, U.S.                |                                                                        |
| 57 | Vittoria  | 40–3–9 | Dan Flynn           | KO   | 1 (10)        | 6 luglio 1918     | Municipal Auditorium, Atlanta, Georgia, U.S.             |                                                                        |
| 56 | Vittoria  | 39–3–9 | Bob Devere          | KO   | 1 (12)        | 4 luglio 1918     | Joe Becker Stadium, Tulsa, Oklahoma, U.S.                |                                                                        |
| 55 | Vittoria  | 38–3–9 | Kid McCarthy        | KO   | 1 (12)        | 1º luglio 1918    | Convention Hall, Tulsa, Oklahoma, U.S.                   |                                                                        |
| 54 | Vittoria  | 37–3–9 | Arthur Pelkey       | KO   | 1 (15), 1:00  | 29 maggio 1918    | Stockyards Stadium, Denver, Colorado, U.S.               |                                                                        |
| 53 | Vittoria  | 36–3–9 | Dan Ketchell        | KO   | 2 (10)        | 22 maggio 1918    | Excelsior Springs, Missouri, U.S.                        |                                                                        |
| 52 | Pareggio  | N.D.   | Billy Miske         | NWS  | 10            | 3 maggio 1918     | Auditorium, Saint Paul, Minnesota, U.S.                  |                                                                        |
| 51 | Vittoria  | 35–3–9 | Tom Riley           | KO   | 1 (15)        | 25 marzo 1918     | Southwest AC, Joplin, Missouri, U.S.                     |                                                                        |
| 50 | Vittoria  | 34–3–9 | Fred Saddy          | KO   | 1 (8)         | 16 marzo 1918     | Phoenix AC, Memphis (Tennessee), U.S.                    |                                                                        |
| 49 | Vittoria  | 33–3–9 | Bill Brennan        | TKO  | 6 (10)        | 25 febbraio 1918  | Auditorium, Milwaukee, Wisconsin, U.S.                   |                                                                        |
| 48 | Vittoria  | 32–3–9 | Fireman Jim Flynn   | KO   | 1 (10), 1:10  | 14 febbraio 1918  | Fort Sheridan, Illinois, U.S.                            |                                                                        |
| 47 | Vittoria  | 31–3–9 | Carl Morris         | DQ   | 6 (10)        | 4 febbraio 1918   | Broadway Auditorium, Buffalo, New York, U.S.             | Morris squalificato per ripetuti colpi bassi                           |
| 46 | Vittoria  | 30–3–9 | Homer Smith         | KO   | 1 (10), 1:15  | 24 gennaio 1918   | Racine, Wisconsin, U.S.                                  |                                                                        |
| 45 | Vittoria  | 29–3–9 | Carl Morris         | PTS  | 4             | 2 novembre 1917   | Dreamland Rink, San Francisco, California, U.S.          |                                                                        |
| 44 | Vittoria  | 28–3–9 | Gunboat Smith       | PTS  | 4             | 2 ottobre 1917    | Recreation Park, San Francisco, California, U.S.         |                                                                        |
| 43 | Vittoria  | 27–3–9 | Bob McAllister      | PTS  | 4             | 26 settembre 1917 | Arena, Emeryville, California, U.S.                      |                                                                        |
| 42 | Vittoria  | 26–3–9 | Charley Miller      | KO   | 1 (4)         | 19 settembre 1917 | Arena, Emeryville, California, U.S.                      |                                                                        |
| 41 | Pareggio  | 25–3–9 | Willie Meehan       | PTS  | 4             | 7 settembre 1917  | Dreamland Rink, San Francisco, California, U.S.          |                                                                        |
| 40 | Pareggio  | 25–3–8 | Willie Meehan       | PTS  | 4             | 10 agosto 1917    | Dreamland Rink, San Francisco, California, U.S.          |                                                                        |
| 39 | Vittoria  | 25–3–7 | Al Norton           | KO   | 1 (4)         | 1º agosto 1917    | Arena, Emeryville, California, U.S.                      |                                                                        |
| 38 | Vittoria  | 24–3–7 | Willie Meehan       | PTS  | 4             | 25 luglio 1917    | Arena, Emeryville, California, U.S.                      |                                                                        |
| 37 | Pareggio  | 23–3–7 | Al Norton           | PTS  | 4             | 11 aprile 1917    | West Oakland Club, Oakland, California, U.S.             |                                                                        |
| 36 | Sconfitta | 23–3–6 | Willie Meehan       | PTS  | 4             | 28 marzo 1917     | Arena, Emeryville, California, U.S.                      |                                                                        |
| 35 | Pareggio  | 23–2–6 | Al Norton           | PTS  | 4             | 21 marzo 1917     | West Oakland, Oakland, California, U.S.                  |                                                                        |
| 34 | Sconfitta | 23–2–5 | Fireman Jim Flynn   | KO   | 1 (15), 0:25  | 13 febbraio 1917  | Murray Fire Hall, Murray, Utah, U.S.                     |                                                                        |
| 33 | Vittoria  | 23–1–5 | Young Hector        | KO   | 2 (10)        | 28 novembre 1916  | Salida, Colorado, U.S.                                   |                                                                        |
| 32 | Vittoria  | 22–1–5 | Dick Gilbert        | PTS  | 10            | 16 ottobre 1916   | Salt Lake Theatre, Salt Lake City, Utah, U.S.            |                                                                        |
| 31 | Vittoria  | 21–1–5 | Terry Kellar        | PTS  | 10            | 7 ottobre 1916    | Bijo Hall, Ely, Nevada, U.S.                             |                                                                        |
| 30 | Vittoria  | 20–1–5 | Young Hector        | RTD  | 3 (15)        | 28 settembre 1916 | Fire Hall, Murray, Utah, U.S.                            |                                                                        |
| 29 | Pareggio  | N.D.   | John Lester Johnson | NWS  | 10            | 14 luglio 1916    | Harlem SC, New York City, New York, U.S.                 |                                                                        |
| 28 | Vittoria  | N.D.   | Bert Kenny          | NWS  | 10            | 8 luglio 1916     | Fairmont AC, New York City, New York, U.S.               |                                                                        |
| 27 | Vittoria  | N.D.   | Andre Anderson      | NWS  | 10            | 24 giugno 1916    | Fairmont AC, New York City, New York, U.S.               |                                                                        |
| 26 | Vittoria  | 19–1–5 | Bob York            | KO   | 4 (6)         | 30 maggio 1916    | Elko Theatre, Price, Utah, U.S.                          | Per il titolo Pacific Coast dei pesi mediomassimi                      |
| 25 | Vittoria  | 18–1–5 | Dan Ketchell        | TKO  | 3 (10)        | 17 marzo 1916     | Provo, Utah, U.S.                                        |                                                                        |
| 24 | Vittoria  | 17–1–5 | Terry Kellar        | PTS  | 10            | 3 maggio 1916     | Alhambra Theatre, Ogden, Utah, U.S.                      | Per il titolo dei pesi mediomassimi                                    |
| 23 | Vittoria  | 16–1–5 | Joe Bonds           | PTS  | 10            | 8 aprile 1916     | Bijo Hall, Ely, Nevada, U.S.                             |                                                                        |
| 22 | Vittoria  | 15–1–5 | George Christian    | KO   | 1 (15)        | 17 marzo 1916     | Eko Theatre, Price, Utah, U.S.                           |                                                                        |
| 21 | Vittoria  | 14–1–5 | Cyril Kohen         | KO   | 4 (6)         | 9 marzo 1916      | Mozart Theatre, Provo, Utah, U.S.                        |                                                                        |
| 20 | Vittoria  | 13–1–5 | Boston Bearcat      | KO   | 1 (4)         | 23 febbraio 1916  | Armory, Ogden, Utah, U.S.                                |                                                                        |
| 19 | Vittoria  | 12–1–5 | Jack Downey         | KO   | 2 (4)         | 21 febbraio 1916  | Manhattan AC, Salt Lake City, Utah, U.S.                 |                                                                        |
| 18 | Vittoria  | 11–1–5 | Johnny Sudenberg    | KO   | 2 (10)        | 1º febbraio 1916  | Bijo Hall, Ely, Nevada, U.S.                             |                                                                        |
| 17 | Vittoria  | 10–1–5 | Jack Gillian        | TKO  | 1 (4)         | 20 dicembre 1915  | Manhattan AC, Salt Lake City, Utah, U.S.                 |                                                                        |
| 16 | Pareggio  | 9–1–5  | Jack Downey         | PTS  | 4             | 13 dicembre 1915  | The Grand Theatre, Salt Lake City, Utah, U.S.            |                                                                        |
| 15 | Vittoria  | 9–1–4  | George Coplen       | KO   | 6 (10)        | 19 novembre 1915  | Lyric Opera House, Cripple Creek, Colorado, U.S.         |                                                                        |
| 14 | Vittoria  | 8–1–4  | Andy Malloy         | KO   | 3 (10)        | 23 ottobre 1915   | Moose Hall, Montrose, Colorado, U.S.                     |                                                                        |
| 13 | Vittoria  | N.D.   | Andy Malloy         | NWS  | 10            | 7 ottobre 1915    | Gem Theatre, Durango, Colorado, U.S.                     |                                                                        |
| 12 | Vittoria  | 7–1–4  | Fred Woods          | KO   | 4             | 1º agosto 1915    | Moose Hall, Montrose, Colorado, U.S.                     |                                                                        |
| 11 | Pareggio  | 6–1–4  | Johnny Sudenberg    | PTS  | 10            | 11 giugno 1915    | Tonopah, Nevada, U.S.                                    |                                                                        |
| 10 | Pareggio  | 6–1–3  | Johnny Sudenberg    | PTS  | 6             | 31 maggio 1915    | Goldfield, Nevada, U.S.                                  |                                                                        |
| 9  | Vittoria  | 6–1–2  | Emmanuel Campbell   | TKO  | 4 (4)         | 26 aprile 1915    | Jockey AC, Reno, Nevada, U.S.                            |                                                                        |
| 8  | Sconfitta | 5–1–2  | Jack Downey         | PTS  | 4             | 5 aprile 1915     | Garrick Theater, Salt Lake City, Utah, U.S.              |                                                                        |
| 7  | Vittoria  | 5–0–2  | Chief Gordon        | KO   | 6             | 1º aprile 1915    | Utah, U.S.                                               |                                                                        |
| 6  | Vittoria  | 4–0–2  | John Pierson        | KO   | 7             | 3 marzo 1915      | Utah, U.S.                                               |                                                                        |
| 5  | Pareggio  | 3–0–2  | Laverne Collier     | PTS  | 4             | 26 febbraio 1915  | Pocatello, Idaho, U.S.                                   |                                                                        |
| 4  | Vittoria  | 3–0–1  | Joe Lyons           | KO   | 9             | 2 febbraio 1915   | Utah, U.S.                                               |                                                                        |
| 3  | Vittoria  | 2–0–1  | Jim Johnson         | KO   | 1             | 1º gennaio 1915   | Salt Lake City, Utah, U.S.                               |                                                                        |
| 2  | Vittoria  | 1–0–1  | Billy Murphy        | KO   | 1 (4)         | 30 novembre 1914  | Garrick Theater, Salt Lake City, Utah, U.S.              |                                                                        |
| 1  | Pareggio  | 0–0–1  | Young Herman        | PTS  | 6             | 18 agosto 1914    | Ramona AC Arena, Colorado Springs, Colorado, U.S.        |                                                                        |

## Riconoscimenti
Dempsey venne eletto Fighter of the year (pugile dell'anno) dalla rivista statunitense Ring Magazine nel 1923.
Match dichiarati Ring Magazine fight of the year:
- 1923 – Jack Dempsey KO 2 Luis Ángel Firpo — vedi Jack Dempsey vs. Luis Ángel Firpo
- 1926 – Gene Tunney W 10 Jack Dempsey I
- 1927 – Gene Tunney W 10 Jack Dempsey II — vedi The Long Count Fight

La International Boxing Hall of Fame lo ha riconosciuto fra i più grandi pugili di ogni tempo.

## Filmografia
- Daredevil Jack, regia di W. S. Van Dyke (1920)
- Winning His Way, regia di Erle C. Kenton (1924)
- Fight and Win, regia di Erle C. Kenton (1924)
- A Society Knockout, regia di Jess Robbins (1924)
- West of the Water Bucket, regia di Erle C. Kenton (1924)
- So This Is Paris, regia di Erle C. Kenton (1924)
- All's Swell on the Ocean, regia di Erle C. Kenton e Jess Robbins (1924)
- Bring Him In, regia di Erle C. Kenton (1924)
- The Title Holder, regia di Erle C. Kenton (1924)
- The Town Hall To-Night, regia di Erle C. Kenton (1924)
- The Health Farm Wallop, regia di Erle C. Kenton (1924)
- K.O. for Cupid (1924)
- Manhattan Madness, regia di John McDermott (1925)
- A Dozen Socks, regia di Earle Rodney e Larry Semon (1927)
- No Picnic, regia di George Marshall (1928)
- World's Champ
- Mr. Broadway, regia di Johnnie Walker e, non accreditato, Edgar G. Ulmer (1933)
- L'idolo delle donne (The Prizefighter and the Lady), regia di W. S. Van Dyke e (non accreditato) Howard Hawks (1933)
- Stars Over Broadway
- Sweet Surrender, regia di Monte Brice (1935)
- La grande città (Big City), regia di Frank Borzage (1937)
- Polizia militare (Off Limits), regia di George Marshall (1953)
- Cittadino dannato (Damn Citizen), regia di Robert Gordon (1958)